# Glomeremus sphingoides
Glomeremus sphingoides är en insektsart som först beskrevs av Heinrich Hugo Karny 1929.  Glomeremus sphingoides ingår i släktet Glomeremus och familjen Gryllacrididae. Inga underarter finns listade i Catalogue of Life.